# 中浦ジュリアン

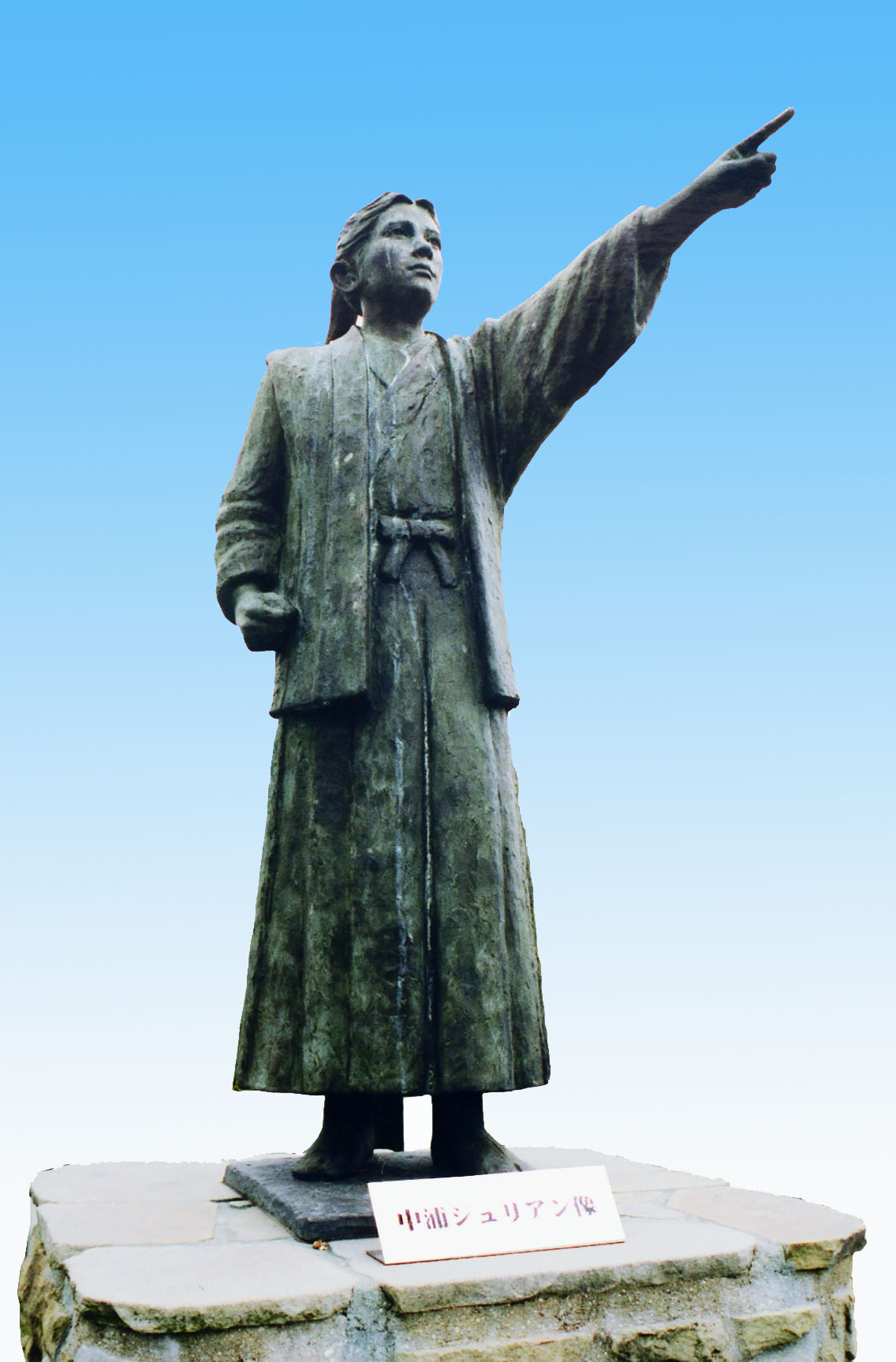
ローマを指さす中浦ジュリアン像
中浦ジュリアン記念公園
（長崎県西海市西海町中浦）

中浦 ジュリアン（なかうら ジュリアン、Nakaura Julian, Nacaura Julian, Nacaura Juliaô, 中浦寿理安、 1568年2月8日ころ〈永禄11年正月〉 - 1633年10月21日〈寛永10年9月19日〉）は、肥前国彼杵郡中浦（現・長崎県西海市西海町中浦）の城主・小佐々兵部少輔甚五郎純吉（小佐々純吉、こざさ すみよし）の一人息子で、中浦は地名、ジュリアンは洗礼名で、幼名は小佐々甚吾（こざさ じんご）。安土桃山時代から江戸時代初期のキリシタンで、天正遣欧少年使節の副使。イエズス会士でカトリック教会の司祭となり、殉教して福者となった。

## 経歴

### 出自
中浦ジュリアンの出自については、宣教師の報告書などを所蔵するイエズス会ローマ文書館や天正遣欧少年使節が公式訪問したイタリア・スペイン各地の文書館に資料が残されている。これらの資料によれば、中浦ジュリアンは「肥前国中浦領主の中浦甚五郎の息子」「中浦城に生まれた肥前国の貴族」「肥前国の貴族17才」「中浦殿(Nacahurandono)の息子」と記述されている。そのため、当時の肥前国中浦城（現・長崎県西海市西海町中浦）の城主である小佐々兵部少輔甚五郎純吉（小佐々純吉）が「中浦殿（なかうらどの）」と呼ばれていたことから、中浦ジュリアンはその息子の小佐々甚吾である。

### 家系
戦国領主小佐々氏の家系は、宇多天皇を太祖とする宇多源氏（近江源氏）嫡流の佐々木定綱の後裔であり、応永年間に室町幕府4代将軍足利義持の倭寇取締の命により、宇多源氏第十五代の近江守佐々木満信が次男の佐々木時信一族を伴って肥前国小佐々村に下向して､小佐々浦の小城多（沖田）城に居城しており､地名から小佐々氏を称した。小佐々氏は北方の松浦氏（松浦水軍）の南下阻止のため、小佐々氏中興の祖である第二十一代の小佐々弾正大弼定信は､戦国時代が始まる1467年（応仁元年）に西彼杵半島西岸の多以良村の城ノ辻山に城を構えて大手口の小峰の居館に、一族全員が本拠を移して居住した。小佐々氏は西彼杵半島の五島灘沿岸の在地領主である外浦（ほかうら）衆の惣領家となり、五島灘を支配する小佐々水軍として七釜港（鳥崎港、現・西海市西海町七釜）を水軍基地、小佐々水軍城（小佐々城・城の辻古城、現・西海市大瀬戸町多以良（たいら）内郷）を本城とした。中浦城と松島城（現・西海市大瀬戸町松島）を支城にして、西彼杵半島西岸北端の面高（現・西海市西海町面高）から南端の三重（現・長崎市三重町）と西方海上の五島列島近くの平島（現・西海市崎戸町平島）までの島嶼部にも出城を築いて、九州北西海域（西海）の五島灘を領有支配した。小佐々水軍は、中国や朝鮮半島などの海外交易、西海航路の要衝である寺島水道と角力灘の海上関料（警護料）、五島灘と大村湾とを陸路で結ぶ北往還と南往還の通行関料、中浦の隠し金山経営や馬生産などで栄えた。肥前国大村藩作成の『大村郷村記』「中浦村」の「由緒之事」にも、戦国時代初期から江戸時代初期の万治3年（1660年）まで、小佐々氏が中浦村の領主であり、知行していたことが記されている。

### 幼少期
中浦ジュリアンは1568年2月8日ころ（永禄11年正月）に中浦城主小佐々兵部甚五郎純吉の息子として、 中浦城の館（たち）で小佐々甚吾として生まれた。その翌年の1569年に肥前国彼杵郡宮村（現・長崎県佐世保市）の葛峠（久津峠・くづのとうげ）の合戦で、父親の小佐々兵部純吉と大伯父の小佐々弾正純俊が、敗走する大村純忠軍を助けるために殿をつとめて討死した。この縁から、大村純忠の要請により、天正初期に純忠の息子で1歳下の新八郎（後の大村藩初代藩主大村喜前）の子小姓となり、純忠の居城三城城に住む。その後1580年4月に開設した有馬のセミナリヨに1期生として入学し、純忠により天正遣欧少年使節の副使に選ばれた。なお、父親の純吉と大伯父の純俊は、顕彰石祠や顕彰墓碑がある「小佐々弾正・甚五郎塚」（佐世保市南風崎町）と、特異な大型墓碑やキリシタン墓が残る「長崎県指定史跡・多以良の小佐々氏墓所」（西海市大瀬戸町多比良内郷寺山）との二か所に祀られている。

### 天正遣欧少年使節

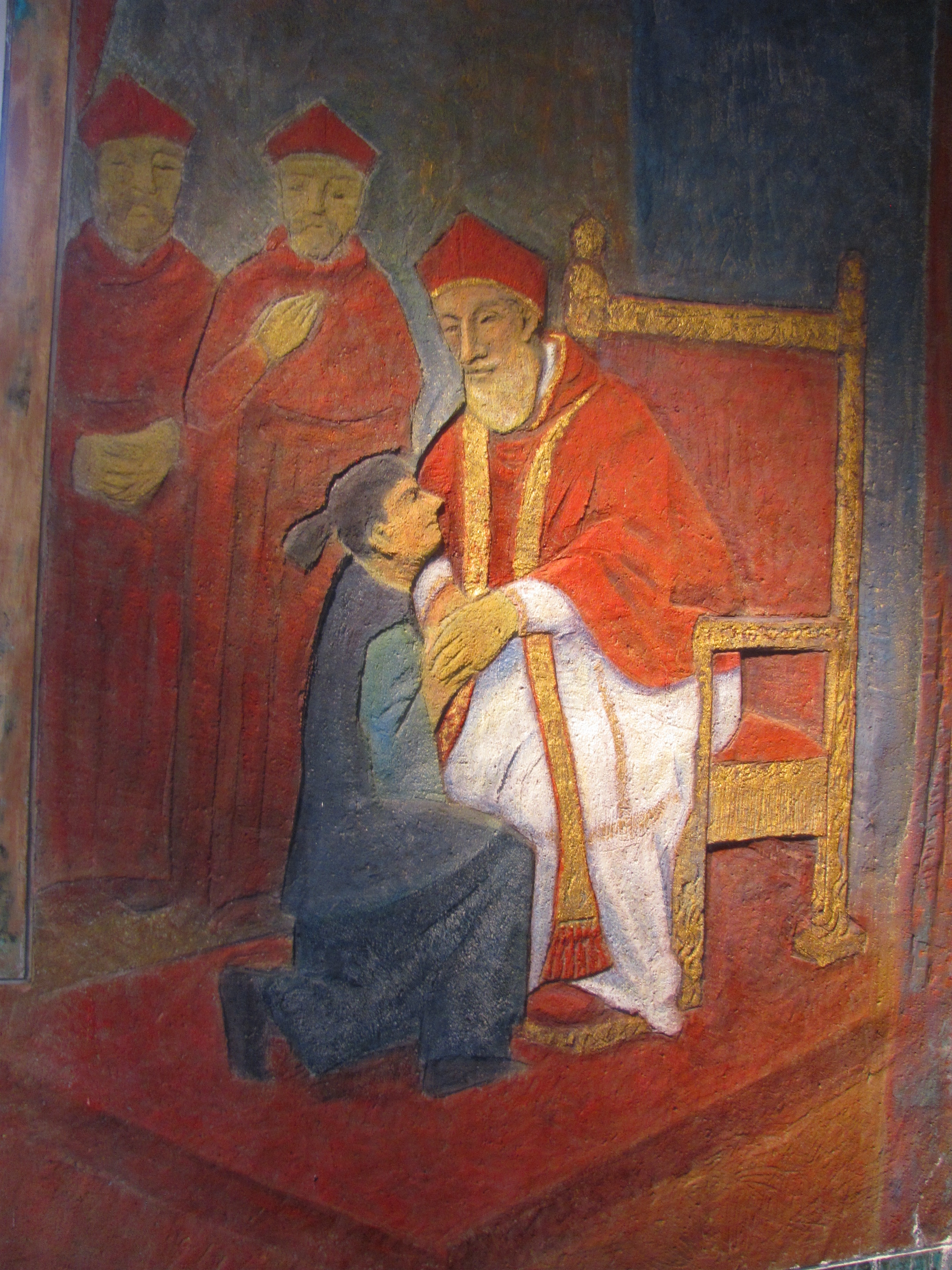
ローマ教皇と中浦ジュリアンの特別謁見式のフレスコ画
中浦ジュリアン記念公園展示室内壁画
（西海市西海町中浦）

イエズス会の巡察師として日本を訪れたアレッサンドロ・ヴァリニャーノは、九州のキリシタン大名・大村純忠などに提案して、財政難に陥っていた日本の布教事業の立て直しと次代を担う邦人司祭育成のため、キリシタン大名の名代となる使節をローマに派遣することを企画した。そこでセミナリヨで学んでいたジュリアンを含む4人の少年たちが選び出され、ジュリアンは副使となったのである。
1582年（天正10年）2月20日、長崎を出帆してローマへ向かった13~14歳の4人の使節は、３年もの長旅を終えて1585年3月22日夜にローマのイエズス会本部の宿舎に到着し、翌23日にローマ教皇・グレゴリウス13世と謁見した。ところが、ジュリアンはローマ到着直前の3月19日に、当時の中央イタリアで流行していた伝染病で間欠的に発病する三日熱（マラリア）にかかり高熱のため宿舎で病臥していた。枢機卿会議での公式謁見予定日の23日には重病だったが、皆の静養の勧めを押し切って謁見に臨んだ。
これに対し、ジュリアンの病状を気遣った教皇は公式謁見前にジュリアン一人だけのための特別謁見を行っており､彼を抱擁して祝福しながら、慈愛に満ちた言葉で宿舎に帰って静養するように優しく言い聞かせた。ジュリアンはこれに従い公式謁見は欠席したが、4人の使節の中で最初に謁見するという特別な栄誉を与えられた。謁見後も教皇はジュリアンの容態を毎日気遣い、自身の主治医にジュリアンの治療をさせたので、病状は快方に向かった。一方、教皇は謁見から1週間ほどで病気になり､半月後の4月10日に帰天したが、臨終に際してジュリアンの体調を気遣う言葉を残した。

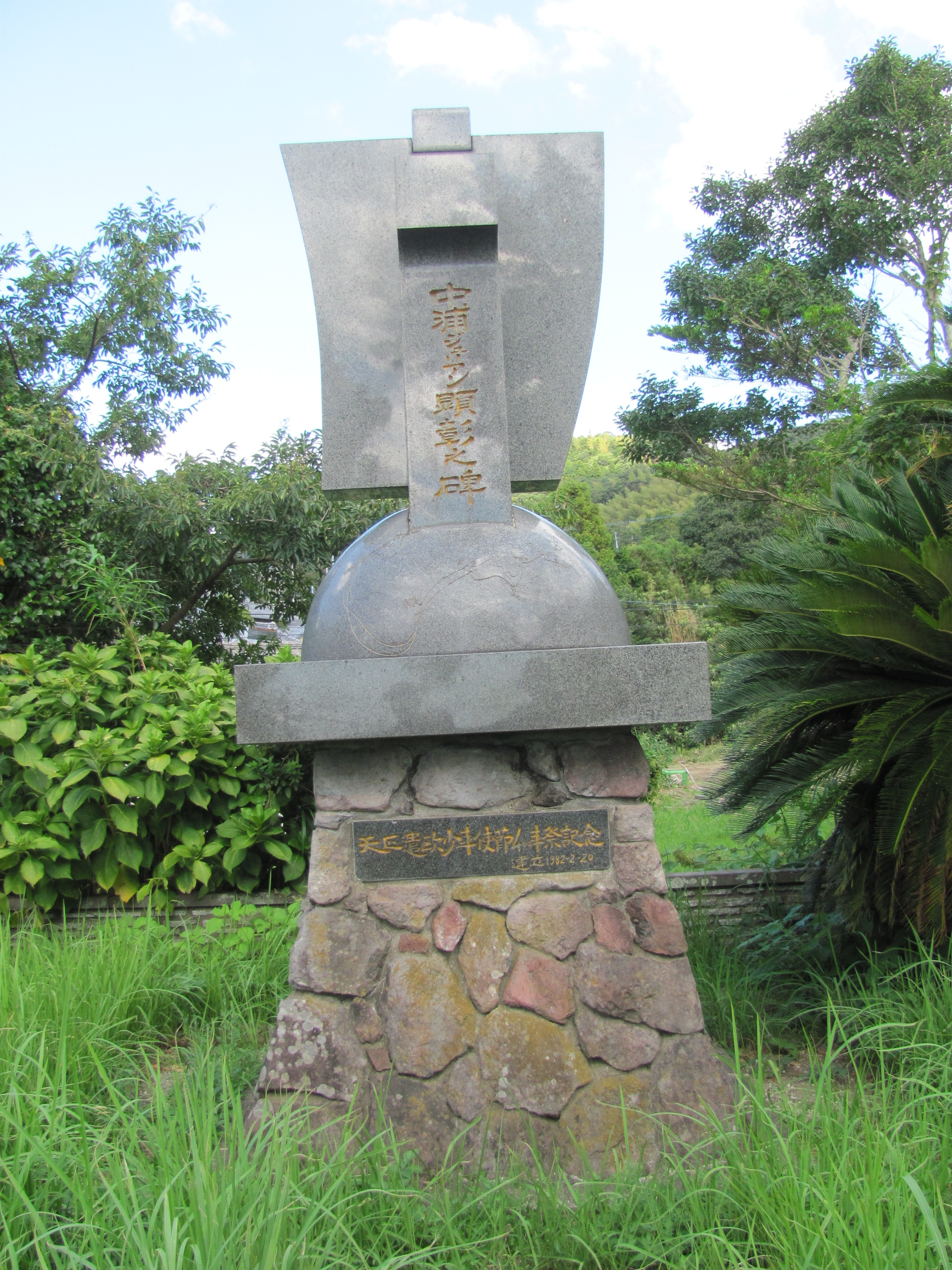
中浦ジュリアン顕彰之碑
中浦ジュリアン記念公園西側隣接地
（西海市西海町中浦）

4月24日にシクストゥス5世が新教皇に選ばれ、ジュリアンを含む4人の使節は26日に教皇に招かれて謁見した。5月1日の教皇の戴冠式ではジュリアンは三日熱を再発したため体調がすぐれず欠席したが、5月5日のローマ司教座があるラテラノ大聖堂への教皇行幸には、バチカン図書館にある壁画「教皇シクストゥス5世のラテラノ教会行幸図」のとおり、4人全員が馬に乗って行列に加わっており、この日からジュリアンが再び他の使節と共に行動したのである。また、5月10日午前にはローマ市議会に招かれて名誉あるローマ市民権が与えられ、午後には教皇により聖ペトロ騎士団の騎士に列せられるという格別な栄誉を授かった。
フィレンツェのメディチ家文書館にある中浦ジュリアンの市民権証書の写しには、「ローマ元老院は、肥前国中浦の名門ドン・ジングロウ（甚五郎）の子にあたる顕栄なるドン・ジュリアンは勿論のこと、その子々孫々に至るまで､ローマの市民権を与え、ローマ貴族の名簿に加え､同時にローマ元老院に列席し、意見を述べ､投票し､公役を遂行し､その他すべてのローマ出身の貴族や市民が有する名誉・恩恵・特権・免除などを与える」という栄えある処遇を受けたのである。
ジュリアンはポルトガルやスペインを経て、ローマに至るまでのイタリア各地訪問の往路では健康であったが、ローマ到着直前から三日熱の発病を繰り返して体調不良が続き、復路のイタリアのフェラーラやミラノ、スペインのバルセロナ訪問時にも再発した。そのため、使節として十分な訪問活動ができないこともあったが、その都度多くの人々の厚意に助けられた。このことが、ローマ教皇やキリスト教に対して深い崇敬の念を抱くことになり、後の殉教に至ったとされている。

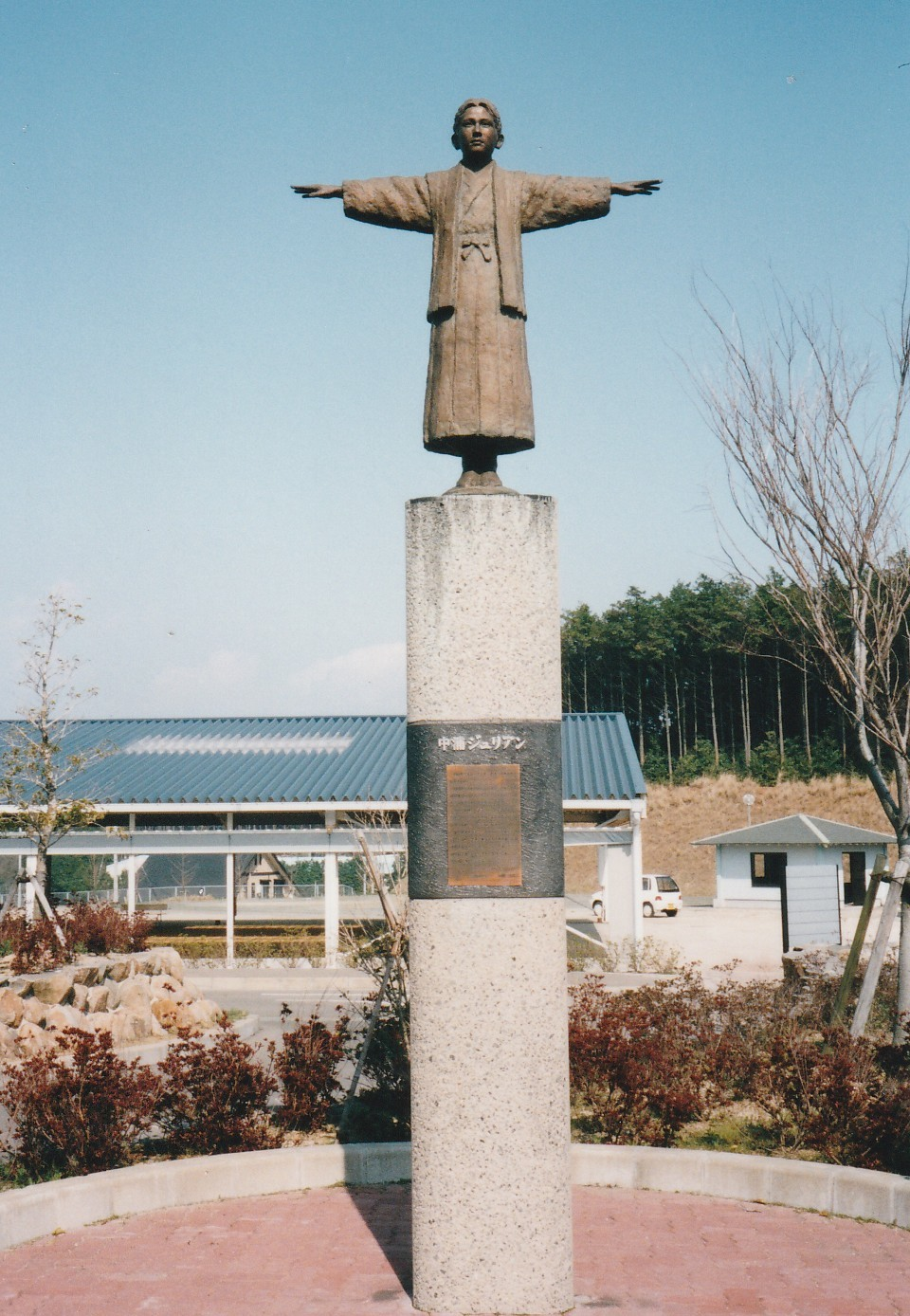
十字架のように手を広げて立つ中浦ジュリアン像
西海スポーツガーデン体育館前
（長崎県西海市西海町木場）

### 帰国
1590年（天正18年）7月21日、8年5ヶ月もの長旅を終えて長崎に帰国した4人の使節は21〜22歳の青年になっていたが、大村喜前や有馬晴信（鎮貴）などの歓迎を受けた。翌年1591年3月3日に､4人は聚楽第で関白豊臣秀吉に拝謁した。拝謁後の宴席では、4人の使節が教皇から賜った上等なビロードに金糸の洋服を着て､西洋楽器を演奏して西洋の歌を披露したところ、関白が三度もアンコールしており、関白が使節に仕官を勧めたが彼らは断ったのである｡この時に、使節が帰国時に連れてきた1頭のアラビア馬が関白に献上されており、ポルトガル人調教師が騎乗して見事なポルトガル馬術を披露すると、関白や同席した諸大名はアラビア馬の大きさと速さや美しさに驚嘆して大いに賛美して、贈物の中でもこの馬をとりわけ気に入ったことがルイス・フロイスの「日本史」に記録されている。また、聚楽第に向かう使節一行の先頭を歩むこのアラビア馬は、見物していた全ての群衆を驚かせた。「時慶卿記」や「兼見卿記」には、「五尺余（体高150cm余り）の馬」と記述され、当時の日本在来馬（体高約130cm）よりはるかに大きな馬の雄姿が記録されている。
同年７月25日、ヴァリニャーノ神父の司式で、4人は天草の修練院でイエズス会に入会｡1593年（文禄２年）7月25日に4人は２年間の修練期を終えて誓願を立ててコレジヨに入るが、1597年（慶長2年）にコレジヨの長崎移転に伴い長崎に移り、1600年（慶長5年）にジュリアンは八代の教会に務め､薩摩の川内に行って長崎に戻る。1601年にジュリアンと伊東マンショの２人はマカオに３年間留学して倫理神学を修め、1604年（慶長9年）に長崎に帰国して有馬のセミナリヨで教える。同年9月に、ジュリアンやマンショと原マルチノは長崎で副助祭になり、1607年9月に3人は助祭となる。1608年（慶長13年）にジュリアンは京都、博多で布教し、9月に中浦ジュリアン、伊東マンショ、原マルチノの3人は司祭に叙階された。

### キリシタン禁教と弾圧

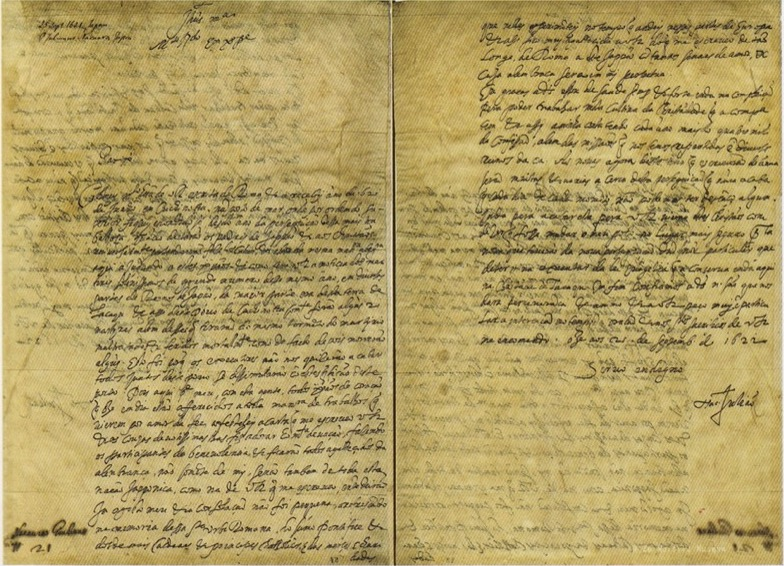
中浦ジュリアン神父 自筆の手紙
日本二十六聖人記念館 所蔵・展示

江戸幕府のキリシタン禁教令により、1614年2月7日と8日にマカオとマニラに多数の宣教師や信徒が追放され、原神父はマカオに流刑された。一方、中浦神父は禁教令に叛いて国内に残り、潜伏して布教の道を選び口之津で布教していたが、天草、肥後、筑前、筑後や豊前のキリシタンも毎年訪ね歩いていた。また、1621年（元和7年）9月21日に中浦神父が口之津からローマのイエズス会総長顧問マスカレニアス神父宛に書いたポルトガル語の自筆の手紙が、長崎の日本二十六聖人記念館に所蔵されて展示されている。同年12月21日に中浦神父は加津佐で終誓願を立てたのである。

### 殉教と列福
約20年間にわたりキリシタン禁教・弾圧下で潜伏して布教活動をしていた中浦神父は、1632年（寛永9年）ついに小倉で捕縛され、長崎へ送られて拷問により棄教を迫られたが、かたくなに拒絶した。そして翌1633年10月18日（寛永10年9月17日）、イエズス会司祭のジョアン・マテウス・アダミ、アントニオ・デ・スーザ、クリストヴァン・フェレイラ、ドミニコ会司祭のルカス・デ・スピリト・サントと3人の修道士とともに、西坂（現・日本二十六聖人記念館付近）で穴吊るしの刑に処せられた。穴吊るしの刑では全身の血が頭にたまり、こめかみから数滴ずつ垂れていくため、すぐに死ねずにもがき苦しむという惨刑であった（一方で棄教の意思を示すことは簡単に出来たため、信徒を屈するに適した拷問だった）。クリストヴァン・フェレイラが棄教し、ほかの受刑者は棄教せずにすべて殉教した。最初に死亡したのは中浦ジュリアンで、穴吊るしにされて4日目の10月21日（寛永10年9月19日）であった。65歳没。役人に対し毅然として「わたしはローマに赴いた中浦ジュリアン神父である」と言い残したとされ、最期の言葉は「この大きな苦しみは神の愛のため」だったという。
殉教から374年が経過した2007年（平成19年）6月、ローマ教皇ベネディクト16世は、中浦ジュリアンを福者に列することを発表し、2008年（平成20年）11月24日に長崎で他の187人と共に列福式が行われた。天正遣欧少年使節の一員で福者に列福したのは中浦ジュリアンが初めてである。

## 記念碑等
- 中浦ジュリアン顕彰之碑：長崎県西海市西海町中浦「中浦ジュリアン記念公園」西側隣接地。

- 西方のローマを指さす中浦ジュリアン像：「中浦ジュリアン記念公園」展示室屋上。

- 中浦ジュリアンの生涯を描いたフレスコ壁画：「中浦ジュリアン記念公園」展示室内。

- 十字架のように手を広げて立つ中浦ジュリアン像：西海市西海町木場「西海スポーツガーデン体育館」前。

- 禁教下で布教して歩く中浦ジュリアン像：長崎県島原市白土町「カトリック島原教会」前。
- 多以良の小佐々氏墓所（長崎県指定史跡）：西海市大瀬戸町多以良内郷寺山。

- 小佐々水軍顕彰之碑：西海市西海町七釜港。
- 小佐々學博士顕彰之碑：西海市西海町七釜港。
- 天正遣欧少年使節顕彰之像：長崎県大村市森園町。

## 関連作品

### 映画
- ジョアォン・マリオ・グリオ監督『アジアの瞳(Os Olhos da Ásia)』ヨシ・笈田ほか出演、ジェラルディン・チャップリン特別出演、フィルム・クレッセント製作、1997年。

### 小説
- 濵口賢治『西海の聖者−小説・中浦ジュリアン』葦書房、1998年。
- 三浦哲郎『少年賛歌』文藝春秋、1982年。
- 松永伍一『遥かなるローマ−少年使節の旅』女子パウロ会、1992年。

### 漫画
- 児玉幸多・結城了悟監修『小学館版学習まんが 少年少女人物日本の歴史　天正少年使節』小学館、1992年。
- 奈華よしこ『天正遣欧少年使節　光の彼方へ』タイピント印刷、2021年。

### オペラ
- 柴田南雄作曲・石多エドワード台本『忘れられた少年−天正遣欧少年使節』東京オペラ協会。

## 関連文献
- 東京大学史料編纂所『天正遣歐使節關係史料Ⅰ』（覆刻）東京大学出版会〈大日本史料 第11編別巻〉、1974年。ISBN 4130905414。 NCID BN02709105。
  - （原書）東京大学史料編纂所『大日本史料』第11編之1-13,別巻之1-2、東京大学、1961（昭和36年） エラー: 日付が正しく記入されていません。（説明）。「国立国会図書館.ログインなしで閲覧可能」